# 张兰 (企业家)
张兰（1958年4月7日—），生於北京，圣基茨和尼维斯籍华人网络主播。“俏江南”聯合創始人。其子為汪小菲。

## 生平

### 早年
1958年，张兰出生在中华人民共和国北京市朝阳医院（今北京市朝阳区境内），自稱满族正黄旗籍。
张兰父亲身份有不同说法。一是天津老美华鞋店老板；二是她自述清朝贵族出身、清华大学的“知识分子”，家族曾拥有“北京前门大栅栏那边一整片地”。《中国新闻周刊》在2012年一篇報導中认为其家族拥有前门地产的说法与历史不符，显赫的出身“也许是品牌经营的缘由，也许是其他”。
據张兰自傳，其父亲原是清华土木系教授，被打成“右派”后，身怀六甲的母亲被迫与他离婚，因此張蘭出生起就没见过父亲，从小和母亲在奶奶家生活。奶奶给她起了个名叫“小方人种”，意即“不吉利的小东西”。张兰十岁那年和出生不久的弟弟一起，随母亲和继父下放湖北安陆县。为了满足弟弟的营养，她四处摘菱角、采木耳、掏鸟蛋，甚至下水田抓蛤蟆、在田鼠洞门口抓蛇。因母亲有严重的风湿病，张兰初中毕业后的暑假，扒上一辆送煤的火车回到北京，找到一个负责回城指标的叔叔，向他倾诉母亲病重，对方被她的诚意打动，终于给予批准，一家人结束了五年的下放生涯。唐山大地震時，因为哥哥在地震中受伤，张兰与长期没有往来的奶奶和叔叔们恢复了联系，并辗转找到出生以来从未谋面的亲生父亲，又四處奔走终于帮助父亲從右派平反，档案转回北京，安排了新的工作。张兰還设法讓父母重新見面，了卻母親心願。張蘭自述在湖北期間，曾是篮球运动员，服役于湖北省篮球队，後畢業於北京工商大学企业管理专业。

### 事业
1989年底，張蘭以探亲为名，投奔加拿大的舅舅，後在加拿大餐館打工。1992年，张兰回到中国，以兩萬美元在北京開設「阿蘭酒家」，後逐渐升级扩大。1999年夏天，张兰去欧洲探望留学的儿子，弟弟在北京继续帮她看店、管账，半夜遭到歹徒抢劫殺害。
2000年，她与人合作建立了“俏江南”餐饮公司。俏江南在中国国内享受外商投资企业优厚待遇。2010年5月，张兰儿子汪小菲加入该公司担任董事。2013年底，CVC以3亿美元的价格收购俏江南82.7%的股权。2015年1月，俏江南法定代表人由张兰变更为汪小菲，两个月后，汪小菲退出该公司。2018年8月，张兰退出俏江南。
2022年起，張蘭在抖音直播間“张兰·俏生活”直播帶貨。2025年2月8日，張蘭与儿子汪小菲、干儿子夏健因造謠、不尊重逝者（大S）等違反善良風俗之行為，抖音宣布無限期封禁三人帳號，但张兰仍在抖音国际版TikTok直播并开设抖音新账号“湛兰321俏满潮”。。

## 家庭
張蘭與前夫汪则翰育有一子汪小菲，前儿媳妇是台湾艺人徐熙媛（大S），現儿媳婦是台灣醫美顧問馬筱梅（Mandy）。现任丈夫是來自黑龙江省大庆市的摄影师田益宾。

## 争议

### 國籍爭議
2010年，张兰在凤凰卫视《一虎一席谈》上大骂移民海外的人不爱国，宣稱自己多次拒绝外国移民邀请。2012年2月，张兰当选为北京市朝阳区政协委员。2012年10月26日，张兰在湖南卫视《天天向上》中表示“放弃移民，永远忠实于祖国”。11月，张兰和“俏江南”合作创始人之一马义的合同纠纷被告，北京市朝阳区人民法院给张兰家发送传票、起诉书，均被退回，因为张兰的中国户口已经注销，注销日期是2012年9月17日，北京市朝阳区人民法院将联系中华人民共和国驻外使领馆、入境处查找张兰国籍，用涉外公告送达传票和起诉书。对于更改国籍的原因，张兰称：“要不是为了（俏江南）在香港上市，谁愿意放着中国公民不当呢？”因外国人不具有中国政协委员的参政资格，张兰转换国籍2月後，于11月26日向北京朝阳区政协递交退出政协申请。

### 藐視香港法庭
2015年，張蘭因出售「俏江南」股份事宜鬧上香港法庭。2019年3月，香港媒体报道称香港法庭向张兰判处监禁一年，原因为藐视法庭。张兰对此回应称系媒体造谣，并发布律师声明称，其已于2018年4月11日提出上诉。2021年1月，因其提出的證據不足，上訴被駁回，判決確定。

### 直播爭議
张兰在儿子汪小菲和大S离婚期间，多次在抖音直播间爆料，被指責「蹭流量無底線」。2021年11月28日，她声称陈建州在汪小菲家中吃饭时发生口角，称对方把儿子按在地上掐脖狠揍。然而，汪小菲火速发文否认了此事，为母道歉，张兰随后声称是保姆认错了人。2024年3月7日，大S到小S公公許慶祥靈堂上香悼念，張蘭在直播間模仿大S當天穿搭並賣起了內衣和胸貼，並在直播間說：「這兩天熱的事沒蹭著，病了，那天夜裡直接想上播，怎麼爬也沒爬起來，那絕對不能放過呀！包括透視裝都準備好了，我就穿不動了」2025年2月8日，張蘭与儿子汪小菲、干儿子夏健因造謠、不尊重逝者（大S）等違反善良風俗之行為，抖音宣布無限期封禁三人帳號。

## 备注
1. ↑  天津老美华鞋店于1911年由庞鹤年创建[3]。
2. ↑  2012年，人民网转载新华网报道中，张兰父亲、汪小菲的姥爷在1950年代“是清华大学教授（也有说法称汪小菲姥爷是天津老美华鞋店的老板）。”[4]